# Пологовский маслосыродельный завод
Пологовский маслосыродельный завод — предприятие пищевой промышленности в городе Пологи Пологовского района Запорожской области Украины.

## История
В ходе Великой Отечественной войны 5 октября 1941 года город Пологи был оккупирован немецкими войсками, 17 сентября 1943 года — освобождён советскими войсками 5-й ударной армии Южного фронта. В соответствии с тактикой «выжженной земли», отступающие немецкие войска предприняли попытку уничтожить населённый пункт — здесь были разрушены железнодорожный узел, рудник, завод «Коагулянт», мельница и другие предприятия и организации, здания школ, больницы и жилые дома. Общий ущерб городу составил 14,5 млн рублей. В числе уничтоженных предприятий оказался и маслозавод.
В дальнейшем началось восстановление райцентра и в декабре 1943 года здесь начал работу молокозавод, начавший производство сливочного масла и получивший название Пологовский маслозавод.
В соответствии с пятым пятилетним планом развития народного хозяйства СССР в 1952—1953 гг. на маслозаводе была проведена механизация производственных процессов, в 1958 здесь была установлена поточная линия по производству масла и оборудован цех по изготовлению сыров. В дальнейшем, в связи с расширением ассортимента выпускаемой продукции, предприятие было переименовано в Пологовский маслосыродельный завод.
В целом, в советское время маслосыродельный завод (вместе с 12 другими молочными, маслодельными и сыродельными заводами области и двумя обеспечивавшими их деятельность предприятиями) входил в состав Запорожского производственного объединения молочной промышленности и являлся одним из ведущих предприятий города.
После провозглашения независимости Украины завод был передан в коммунальную собственность Запорожской области. В дальнейшем, государственное предприятие было преобразовано в открытое акционерное общество.
По состоянию на начало 2006 года, маслосыродельный завод оставался одним из крупнейших действующих предприятий города.